# Site archéologique de Valencia la Vieja
Le site archéologique de Valencia la Vieja (ou site archéologique de Pallantia) est situé dans la commune de Riba-roja de Túria (comarque de Camp de Túria) dans la province de Valence,.
Il a été classé Bien d'intérêt culturel en 2017.

## Historique
Même si très tôt (dans des écrits du XIVe siècle, dans un document du Conseil général de Valence de 1374) le toponyme de Valencia la Vieja était déjà utilisé, il y a eu diverses interprétations sur les origines de ces ruines. La légende populaire raconte que lorsque l'Empire romain est arrivé dans cette zone, les premiers colonisateurs ont construit une enceinte fortifiée sur les rives du Turia, qui cherchaient un emplacement idéal pour la création d'une nouvelle ville, qui serait finalement l'actuelle Valence. La légende raconte que cet ancien castrum romain, prédécesseur de la fondation de la capitale, correspondrait aux ruines de Valencia la Vieja, ce qui justifierait son nom. Cette légende a longtemps été considérée comme une véritable histoire, mais aujourd'hui cette hypothèse est rejetée par les spécialistes qui datent le site de l'époque wisigothique ou du Bas-Empire romain.

## Site archéologique

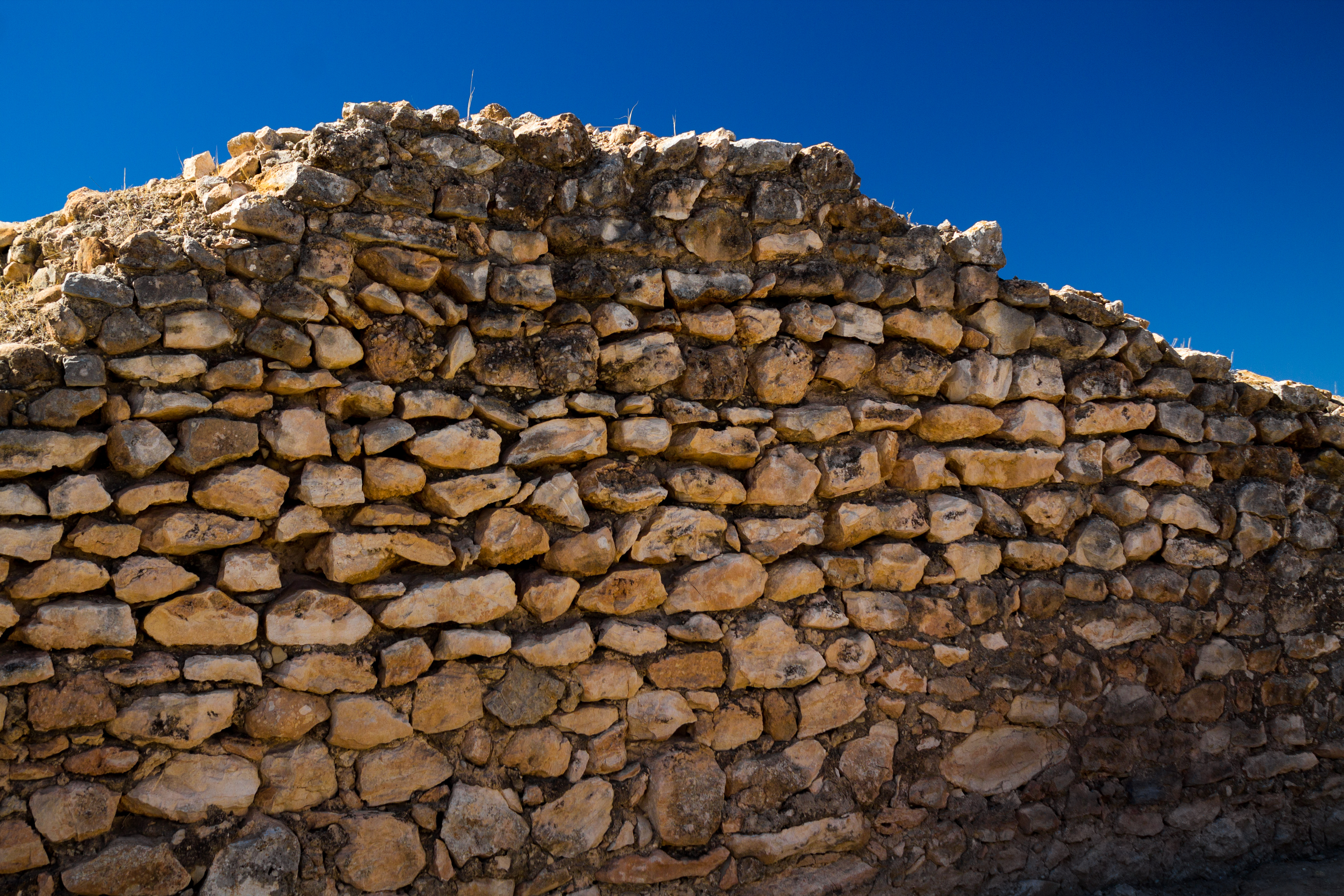
Détail d'un tronçon du mur d'enceinte.

Quoi qu’il en soit, le site archéologique fait l’objet d’une étude constante. Ces vestiges archéologiques sont situés dans la zone du même nom (Valencia la Vella), sur une colline isolée par le ravin Pozos et la rivière Turia. Pour certains auteurs (comme l'archéologue Miguel Roselló), il s'agissait d'une ville très importante avec une forte densité de population, datée de la fin du VIe siècle en raison des caractéristiques retrouvées : les murs qui entourent l'enceinte, les tours qui indiquent qu'elle était un site fortifié… .
Les vestiges, qui occupent une superficie approximative de 4 hectares, sont considérés par d'autres auteurs comme un centre de population ou un camp militaire et même un important port fluvial par lequel les récoltes et les métaux étaient transportés de l'intérieur jusqu'à Valence à destination de Rome. 
Au cours du XXe siècle, différentes fouilles et campagnes archéologiques ont été menées pour approfondir les connaissances sur ce site. Ainsi, en 1927, la Real Acadèmia de Cultura Valenciana s'occupa du site ; puis les fouilles dirigées par Domingo Flecher en 1952, Gerardo Pereira entre 1978-1979 et par Carmen Aranegui Gascó en 1980.

## Matériaux archéologiques
Ces études ont permis la découverte et l'identification d'un grand bâtiment ; En raison des matériaux utilisés pour sa construction (pierres de taille travaillées) et de sa structure, elle a été classée basilique paléochrétienne. Par la suite, d'autres campagnes ont découvert un grand nombre de pièces et une cuisine avec des restes de céramique et des ossements d'animaux, l'hypothèse actuelle est donc qu'il s'agit d'une construction à usage domestique, avec des espaces destinés au stockage ou au passage de l'eau, qui démontrent l'importance et l'étendue de ce bâtiment.
En juillet 2023, le squelette d’un enfant d’environ sept ou huit ans a été trouvé. En octobre, l'Institut catalan d'archéologie classique a commencé des fouilles approfondies.

## Galerie

Matériaux archéologiques
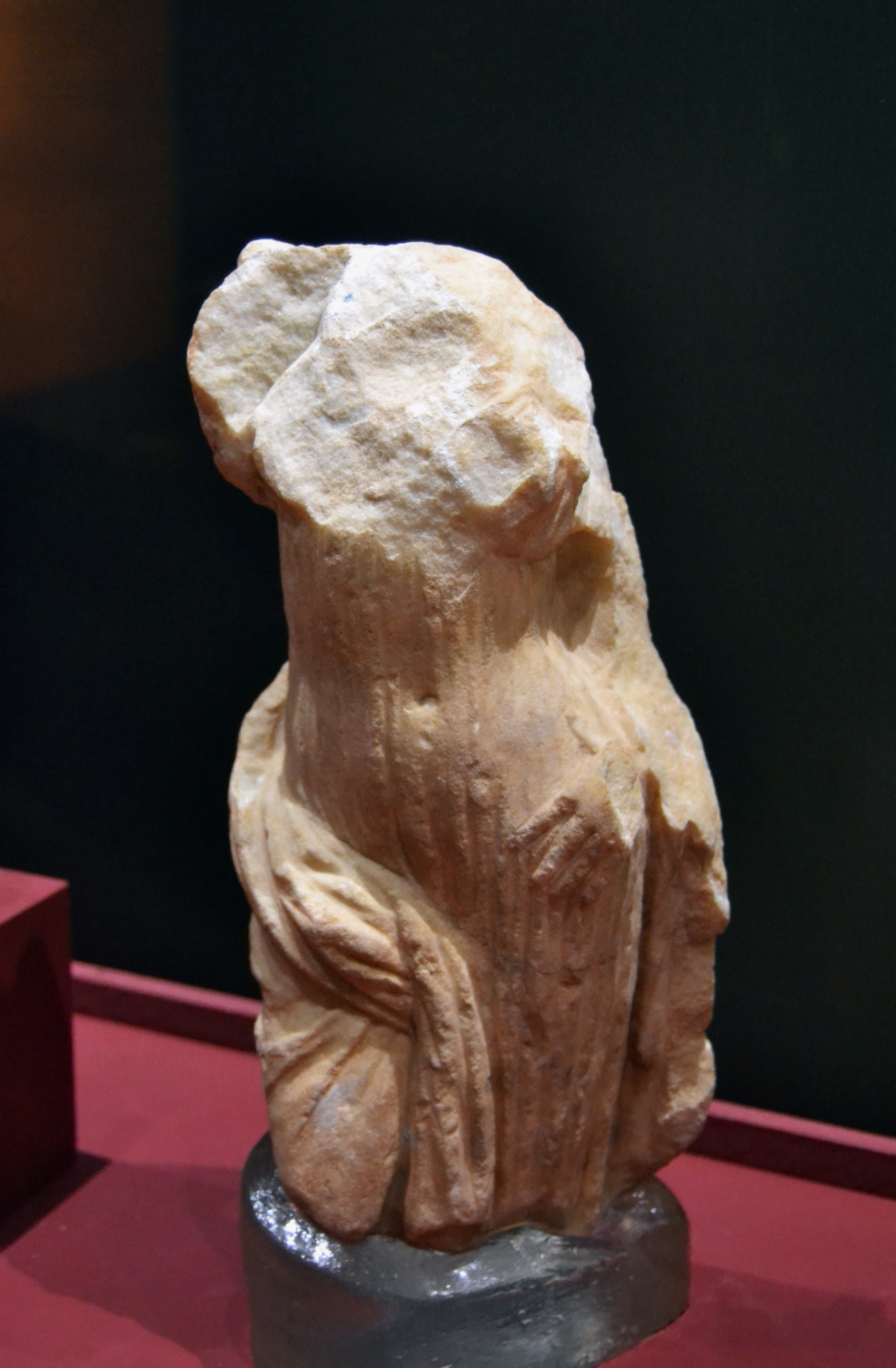
Sculpture de marbre.
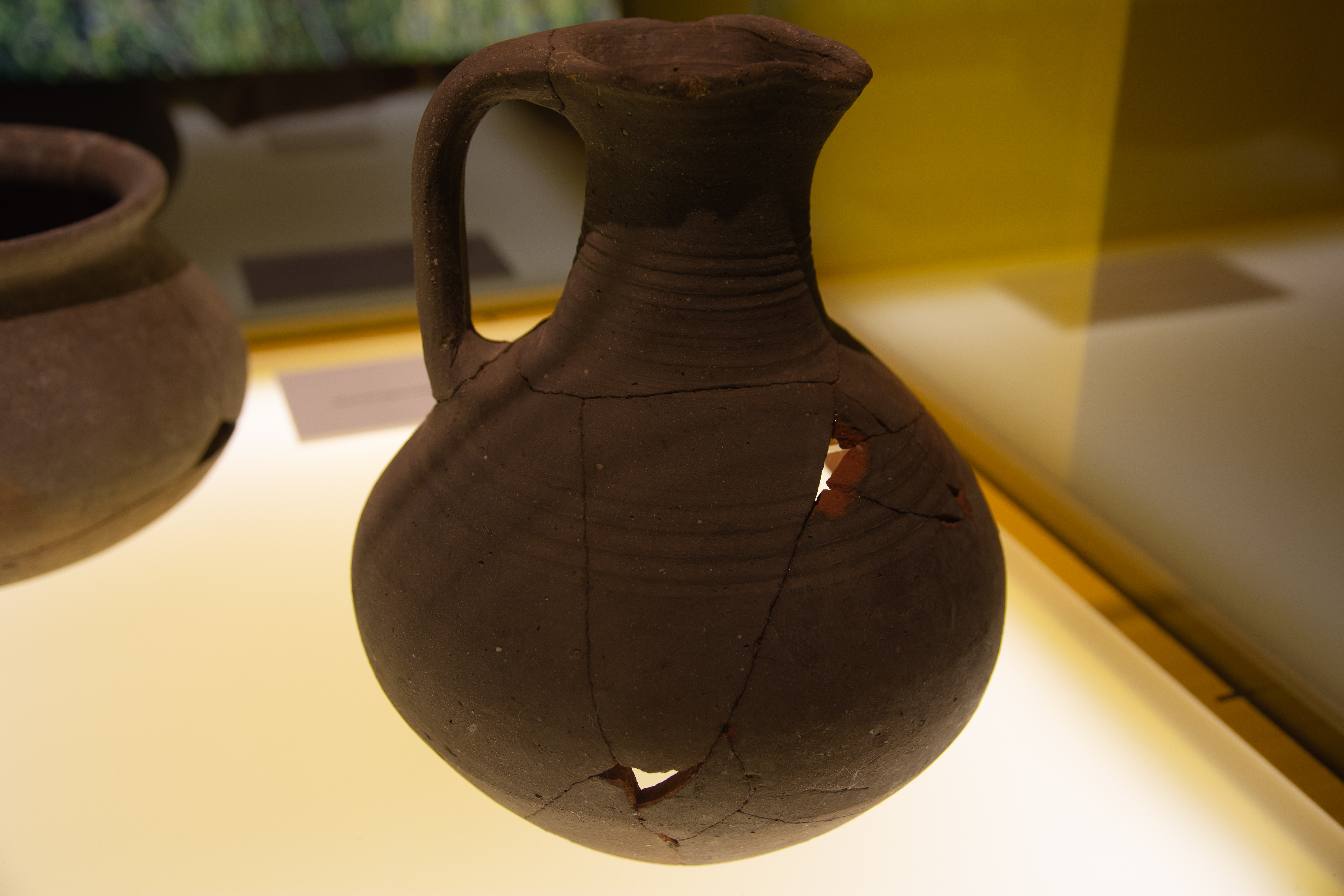
Jarre wisigothe.
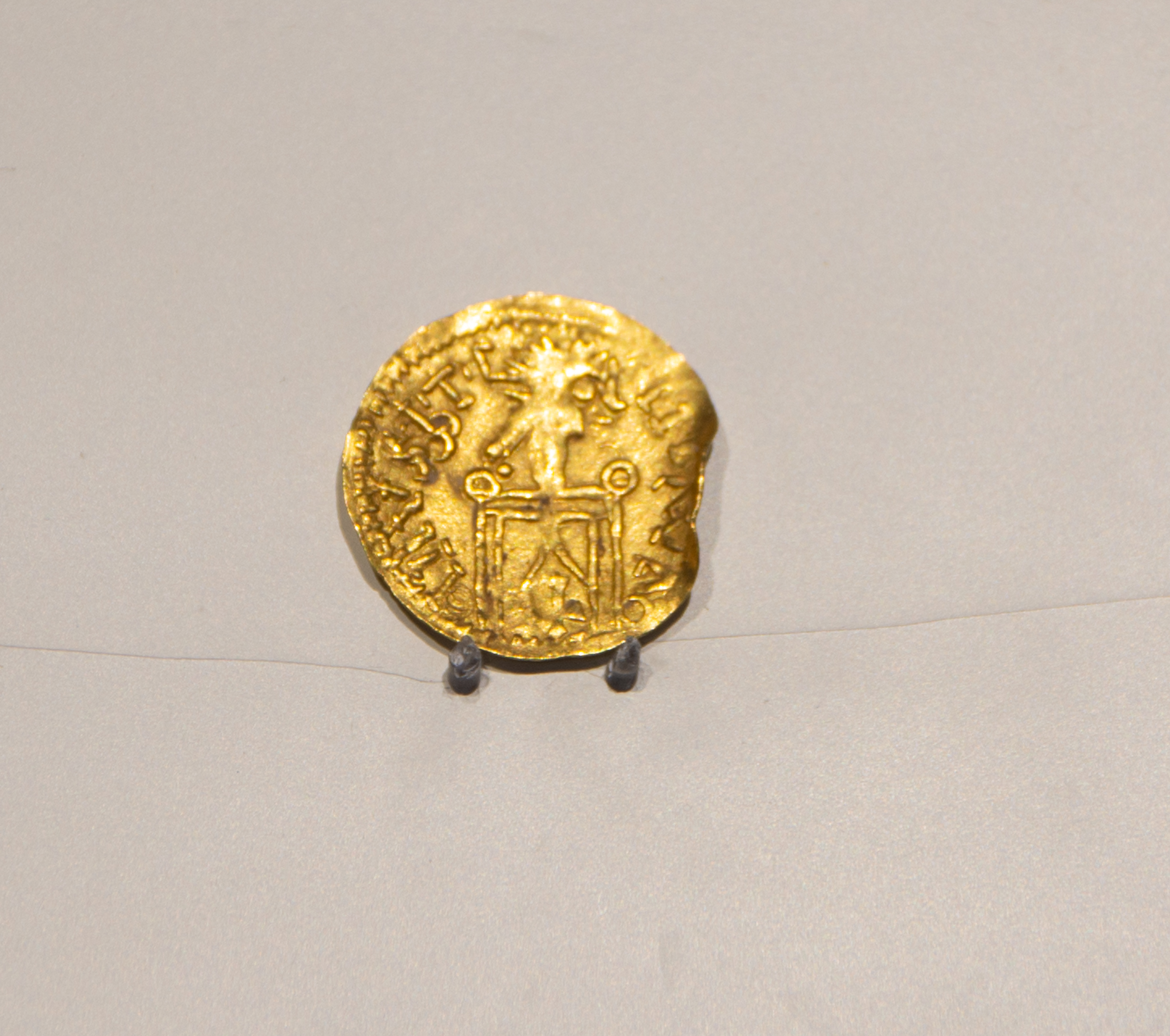
Trémis en or.
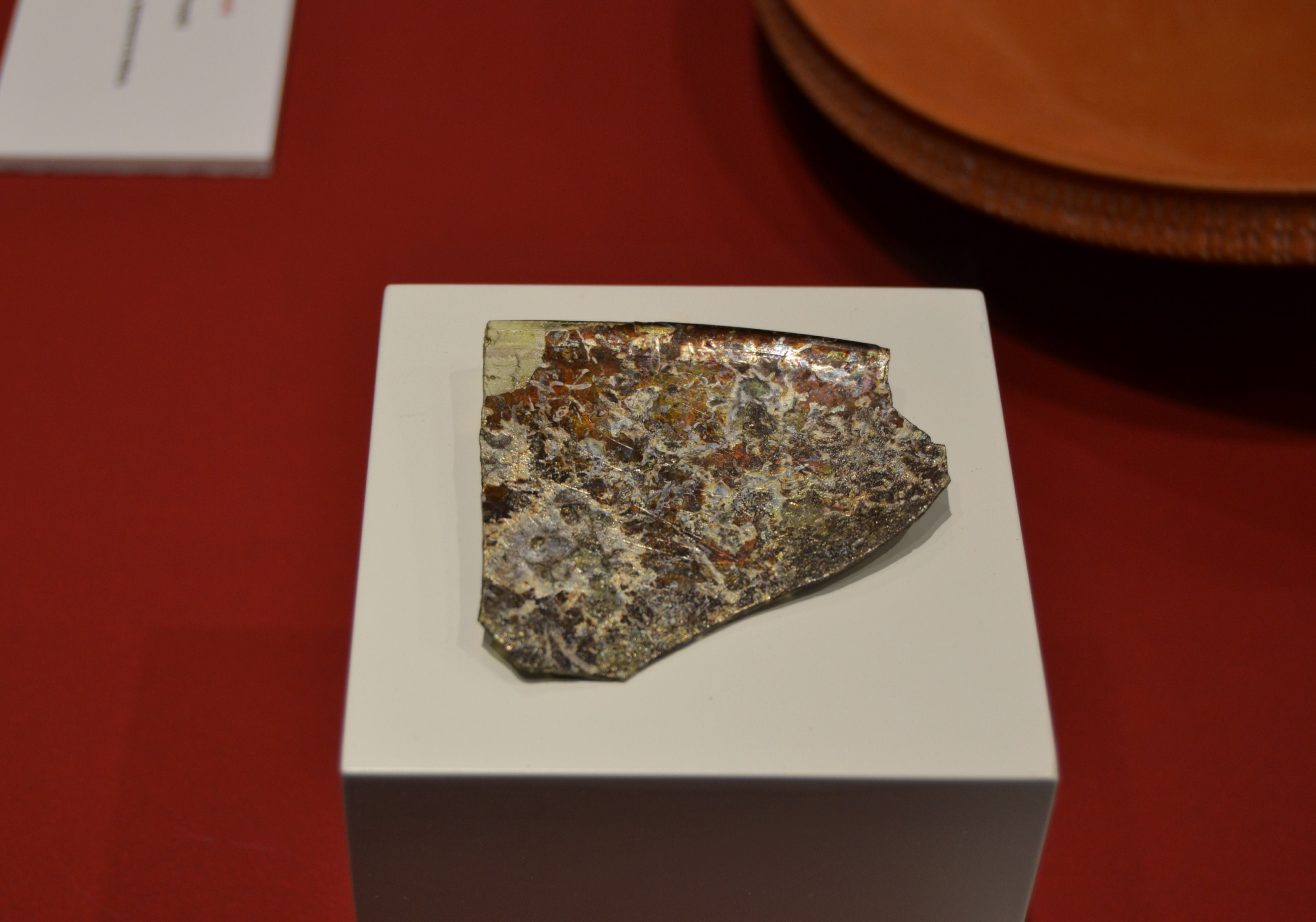
Fragment de plaque de verre.